# Richard Hambleton
Richard Hambleton (23. června 1952 Vancouver – 29. října 2017 New York) byl kanadský výtvarník. Věnoval se pouličnímu umění. V sedmdesátých letech vytvořil sérii Image Mass Murder, která spočívala v tom, že nakreslil křídou obrys lidských těl. Následně na místo vylil červenou barvu, takže místo vypadalo jako místo vraždy. Tato díla často překvapovala či šokovala kolemjdoucí. Tato díla vytvořil v celkem patnácti městech, a to jak v Kanadě, tak i ve Spojených státech amerických. Později měl řadu dalších projektů. V letech 1984 a 1988 vystavoval na Benátském bienále. V roce 2017 o něm byl natočen dokumentární film Shadowman. Zemřel na rakovinu ve věku 65 let.